# 에델바이스
에델바이스(Edelweiss) 또는 서양솜다리는 국화과의 고산 식물이다. 이 식물은 약 1,800~3,000미터(5,900~9,800피트) 고도의 암석 석회암 장소를 선호한다. 독성이 없으며 전통 의학에서 복부 및 호흡기 질환 치료제로 사용되었다. 잎과 꽃은 빽빽한 털로 덮여 있어 추위, 건조함, 자외선으로부터 식물을 보호하는 것으로 보인다. 외딴 산간 지역에서 발견되는 희귀하고 수명이 짧은 꽃으로 알프스와 카르파티아 산맥과 관련된 투박한 아름다움과 순수함을 나타내는 알피니즘의 상징으로 사용되었다. 특히 루마니아, 오스트리아, 슬로베니아, 스위스, 이탈리아의 국가 상징이다. 민속 전통에 따르면 이 꽃을 사랑하는 사람에게 주는 것은 헌신의 약속이다.